# 慕舆护
慕舆护（?—?），五胡十六国南燕慕容德的尚书右仆射。
后燕永康三年（398年）正月，慕容德自称为燕王，改号燕王元年，把原来范阳王府制改行帝制，设置了文武百官，建立了南燕政权。慕舆护作为他的属下。后燕皇帝慕容宝从邺城南逃，派遣中黄门令赵思前导。慕容德想要接纳，慕舆护劝说：“嗣帝不达时宜，委弃国都，自取败亡，不堪多难，亦已明矣。昔蒯聩出奔，卫辄不纳，《春秋》是之。以子拒父犹可，况以父拒子乎！今赵思之言，未明虚实，臣请为陛下驰往之。”慕容德忍不住流下泪来，派慕舆护去探听虚实。慕舆护带领几百精兵，跟着赵思北去，口头上说要迎护皇帝，其实要趁机将慕容宝置之死地。慕容宝又遇到一个樵夫，说慕容德已经称帝，因此害怕返身北逃。慕舆护到达後，没见到慕容宝。慕舆护把赵思押解回去。赵思说：“犬马犹知恋主，思虽刑臣，乞还就上。”慕容德还想留下他，赵思大怒：“周室东迁，晋、郑是依。殿下亲则叔父，位为上公，不能帅先群后以匡帝室，而幸本根之倾，为赵王伦之事，思虽不能如申包胥之存楚，犹慕龚君宾不偷生于莽世也！”慕容德把他杀了。
燕王三年（400年）慕容德在广固即皇帝位。实行大赦，改年号为建平，把自己的名字改为慕容备德。追谥前燕末主慕容暐为幽皇帝，任命北地王慕容钟为司徒，慕舆拔为司空，封孚为左仆射，慕舆护为右仆射。